# Nihon Tarento Meikan
 (mai 2024).
 (mai 2024).
 (mai 2024).
Si vous disposez d'ouvrages ou d'articles de référence ou si vous connaissez des sites web de qualité traitant du thème abordé ici, merci de compléter l'article en donnant les références utiles à sa vérifiabilité et en les liant à la section « Notes et références ».
Nihon Tarento Meikan (日本 タレント 名鑑, Répertoire japonais des talents) est un répertoire annuel illustré japonais de comiques japonais, ou tarentos, délivré par VIP Times Inc. qui a été publié en 1970. La compagnie de répertoire est créée en 1969 et son directeur représentant actuel est Mutsuko Igusa.

## Publications
Ceci est la liste de toutes les publications.
- Nihon Tarento Nenkan '70: Year Book of Talents in Japan (1970)
- Nihon Tarento Meikan '73: Talent Who's Who in Japan (1973)
- Nihon Tarento Meikan '74: Talent Who's Who in Japan (1974)
- Nihon Tarento Meikan '75: Talent Who's Who in Japan (1975)
- Nihon Tarento Meikan '76: Talent Who's Who in Japan (1976)
- Nihon Tarento Meikan '77: Talent Who's Who in Japan (1977)
- Nihon Tarento Meikan '78: Talent Who's Who in Japan (1978)
- Nihon Tarento Meikan '79: Talent Who's Who in Japan (1979)
- Nihon Tarento Meikan '80: Talent Who's Who in Japan (1980)
- Nihon Tarento Meikan '81: Talent Who's Who in Japan (1981)
- Nihon Tarento Meikan '82: Talent Who's Who in Japan (1982)
- Nihon Tarento Meikan '83: Talent Who's Who in Japan (1983)
- Nihon Tarento Meikan '84: Talent Who's Who in Japan (1984)
- Nihon Tarento Meikan '85: Talent Who's Who in Japan (1985)
- Nihon Tarento Meikan '86: Talent Who's Who in Japan (1986)
- Nihon Tarento Meikan '87: Talent Who's Who in Japan (1987)
- Nihon Tarento Meikan '88: Talent Who's Who in Japan (1988)
- Nihon Tarento Meikan '89: Talent Who's Who in Japan (1989)
- Nihon Tarento Meikan '90: Talent Who's Who in Japan (1990)
- Nihon Tarento Meikan '91: Talent Who's Who in Japan (1991)
- Nihon Tarento Meikan '92: Talent Who's Who in Japan (1992)
- Nihon Tarento Meikan '93: Talent Who's Who in Japan (1993)
- Nihon Tarento Meikan '94: Talent Who's Who in Japan (1994)
- Nihon Tarento Meikan '95: Talent Who's Who in Japan (1995)
- Nihon Tarento Meikan '96: Talent Who's Who in Japan (1996)
- Nihon Tarento Meikan '97: Talent Who's Who in Japan (1997)
- Nihon Tarento Meikan '98: Talent Who's Who in Japan (1998)
- Nihon Tarento Meikan 1999: Talent Who's Who in Japan (1999)
- Nihon Tarento Meikan 2000: Talent Who's Who in Japan (2000)
- Nihon Tarento Meikan '01-'02: Talent Who's Who in Japan (2001)
- Nihon Tarento Meikan 2002: Talent Who's Who in Japan (2002)
- Nihon Tarento Meikan 2003: Talent Who's Who in Japan (2003)
- Nihon Tarento Meikan 2004: Talent Who's Who in Japan (2004)
- Nihon Tarento Meikan 2005: Talent Who's Who in Japan (2005)
- Nihon Tarento Meikan 2006: Talent Who's Who in Japan (2006)
- Nihon Tarento Meikan Kids & Junior 2007 (2006)
- Nihon Tarento Meikan 2007: Talent Who's Who in Japan (2007)
- Nihon Tarento Meikan Kids & Junior 2008 (2007)
- Nihon Tarento Meikan 2008: Talent Who's Who in Japan (2008)
- Nihon Tarento Meikan 2009: Talent Who's Who in Japan (2009)
- Nihon Tarento Meikan 2010: Talent Who's Who in Japan (2010)
- Nihon Tarento Meikan 2011: Talent Who's Who in Japan (2011)
- Nihon Tarento Meikan 2012: Talent Who's Who in Japan (2012)
- Nihon Tarento Meikan 2013: Talent Who's Who in Japan (2013)
- Nihon Tarento Meikan 2014: Talent Who's Who in Japan (2014)
- Nihon Tarento Meikan 2015: Talent Who's Who in Japan (2015)
- Nihon Tarento Meikan 2016: Talent Who's Who in Japan (2016)